# Jiří Matoušek
Pour les articles homonymes, voir Matoušek.
Jiří Matoušek, né le 10 mars 1963 à Prague, mort le 9 mars 2015, est un mathématicien et informaticien théoricien tchèque. Matousek est professeur d’informatique à l’université Charles de Prague. Il est spécialiste de géométrie discrète et algorithmique et a publié de nombreux livres.

## Travaux
Il résout plusieurs problèmes clés de géométrie combinatoire et d’optimisation, par exemple sur la discrépance des demi-plans ou des progressions arithmétiques, ou sur le plongement d’espaces métriques finis dans des espaces de Banach (problème de W. Johnson et J. Lindenstrauss).
Il s’intéresse aussi à la logique mathématique et avec Martin Loebl, il a amélioré un théorème de Harvey Friedman sur l’indécidabilité dans l’arithmétique de Peano d’une variante finie du théorème de Kruskal (1960).

## Prix et honneurs
En 1996, il est l’un des dix jeunes mathématiciens européens distingués par le prix de la Société européenne de mathématiques. Dans le discours de présentation, la variété et la difficulté de ses résultats sont particulièrement remarqués.
En 1998, il est conférencier invité au Congrès international des mathématiciens à Berlin, avec un exposé intitulé : « Instantanés mathématiques du paysage de la géométrie computationnelle » (Mathematical Snapshots from the Computational Geometry Landscape).
En 2000, il obtient le prix des scientifiques de la Societas Scientiarum Bohemica (Société des sciences de Bohème).

## Ouvrages
- Invitation to Discrete Mathematics (avec Jaroslav Nešetřil). Oxford University Press, 1998.  (ISBN 978-0-19-850207-4). Traduit en français par Delphine Hachez : Introduction aux mathématiques discrètes, Springer-Verlag, 2004,  (ISBN 978-2-287-20010-6).
- Geometric Discrepancy: An Illustrated Guide. Springer-Verlag, Algorithms and Combinatorics 18, 1999,  (ISBN 978-3-540-65528-2).
- Lectures on Discrete Geometry. Springer-Verlag, Graduate Texts in Mathematics, 2002,  (ISBN 978-0-387-95373-1).
- Topics in Discrete Mathematics: Dedicated to Jaroslav Nešetřil on the occasion of his 60th birthday (with Martin Klazar, Jan Kratochvil, Martin Loebl, and Robin Thomas). Springer-Verlag, 2006.  (ISBN 978-3-540-33698-3).
- Understanding and Using Linear Programming (avec B. Gärtner). Springer-Verlag, Universitext, 2007,  (ISBN 978-3-540-30697-9).
- Thirty-three miniatures — Mathematical and algorithmic applications of linear algebra. AMS, 2010,  (ISBN 978-0-8218-4977-4).
- Using the Borsuk-Ulam Theorem: Lectures on Topological Methods in Combinatorics and Geometry. Springer-Verlag, 2003.  (ISBN 978-3-540-00362-5).